# Петко Стайнов
Пе́тко Ста́йнов (*1 грудня 1896, м. Казанлик, Князівство Болгарія — †25 червня 1977, м. Софія, Болгарія) — болгарський композитор-піаніст, який створив національну хорову баладу. Громадський діяч міжвоєнного часу. Повністю сліпий з 10 років. Автор симфонічної сюїти «Фракійські танці» (1926), симфонічної поеми «Легенда» (1927), увертюри «Балкан» (1936), симфонічної поеми «Фракія» (Тракія, 1937), цілої низки хорових творів. Голова Спілки народних хорів Болгарії.

## Біографія і творчість
Петко Груев Стайнов (повне ім'я) народився 1 грудня 1896 року в місті Казанлик, що на території північної Болгарії у родині заможного фабриканта. У 5-річному віці випадково поранив око ножиком. Через лікарську помилку було заражене й друге око, після чого у 10 років Петко повністю втратив зір. Проте за наступні 67 років він спромігся стати видатним болгарським композитором і одним з найвидатніших музик світу, що творив без зору.
У 1906 П.Стайнов вступив до Софійського інституту сліпих. Тут почав музичну освіту за класом флейти у відомого композитора Димитра Хаджиґеорґієва. Паралельно вивчав мистецтво гри на скрипці у австрійського педагога п. Швертнера і гармонію в органіста протестантської церкви п. Краузе. У 1912 році почав брати уроки фортепіано у видатної піаністки Міли Бичварової. Завдяки феноменальній пам'яті Петко Стайнов робить великі успіхи в навчанні.
1920-24 рр. — навчання у Дрезденській консерваторії за класом композиції та фортепіано. Перед цим опановує шрифт Брайля і нотну грамоту для сліпих як в болгарському, так і в німецькому варіанті.
По поверненню на батьківщину, до м. Казанлик, стає професійним композитором, активним громадським діячем. Вже 1925 року П.Стайнов написав свій найвідоміший твір — симфонічну сюїту «Фракійській танці» у трьох частинах, наступного року додаючи ще одну частину «Мечарско». Сюїта мала шалений успіх у Софії, бо, вочевидь, бентежила болгарське суспільство надіями на повернення втрачених під час війни 1912-13 територій Фракії на Егейському морі.
Справа життя Петко Стайнова — створення нового професійного музичного жанру в болгарській національній музиці — хорової балади. Протягом всього життя П.Стайнов також клав на музику вірші класиків болгарської літератури (зокрема, Є. Багряної).
Після Другої світової війни і подальшого терору, розгорнутого проти діячів царської Болгарії, П.Стайнов підійшов до вінця своєї композиторської творчості, створивши І та ІІ симфонію (1945 і 1949 рр.). Під ідеологічним тиском написав хоровий твір, присвячений диктатору СРСР Й. Сталіну.
В період 1941-44 також був директором Народної опери Болгарії. Тоді ж обраний академіком БАН. З 1948 року і до смерті керує Інститутом музики при БАН, який опрацював 90.000 народних пісень та 3.000 танців. Почесний громадянин Старої Загори

## Симфонічні твори
- симфонічні сюїти «Фракійські танці» (1925,1926) та «Казка» (1930),
- симфонічні поеми «Легенда» (1927) і «Фракія» (1937),
- симфонічне скерцо (1938),
- концертні увертюри «Балкан» та «Молодецька увертюра» (1936, 1953),
- дві симфонії (1945, 1949).

## Хорові твори
- «Ела се вие, превива»,
- «Изгреяло ясно слънце»,
- «Бре Иване»,
- «Засвири Димо»,
- «Пусти Димо»,
- «Де бре, Димо».